# 막대인간

막대인간의 예

막대인간(stick figure)은 그림 기법 중 하나로, 사람의 몸을 머리와 몸통, 팔과 다리로 단순화시켜서 막대기형 선으로 표현하는 기법이다. 이 기법은 어느 기법보다 더 단순하고 더 쓰기 편리하다. 주로 어린이들이 사용하는 기법이며, 만화나 게임 등등에서 자주 나오는 기법이다.

## 막대인간의 다른 예

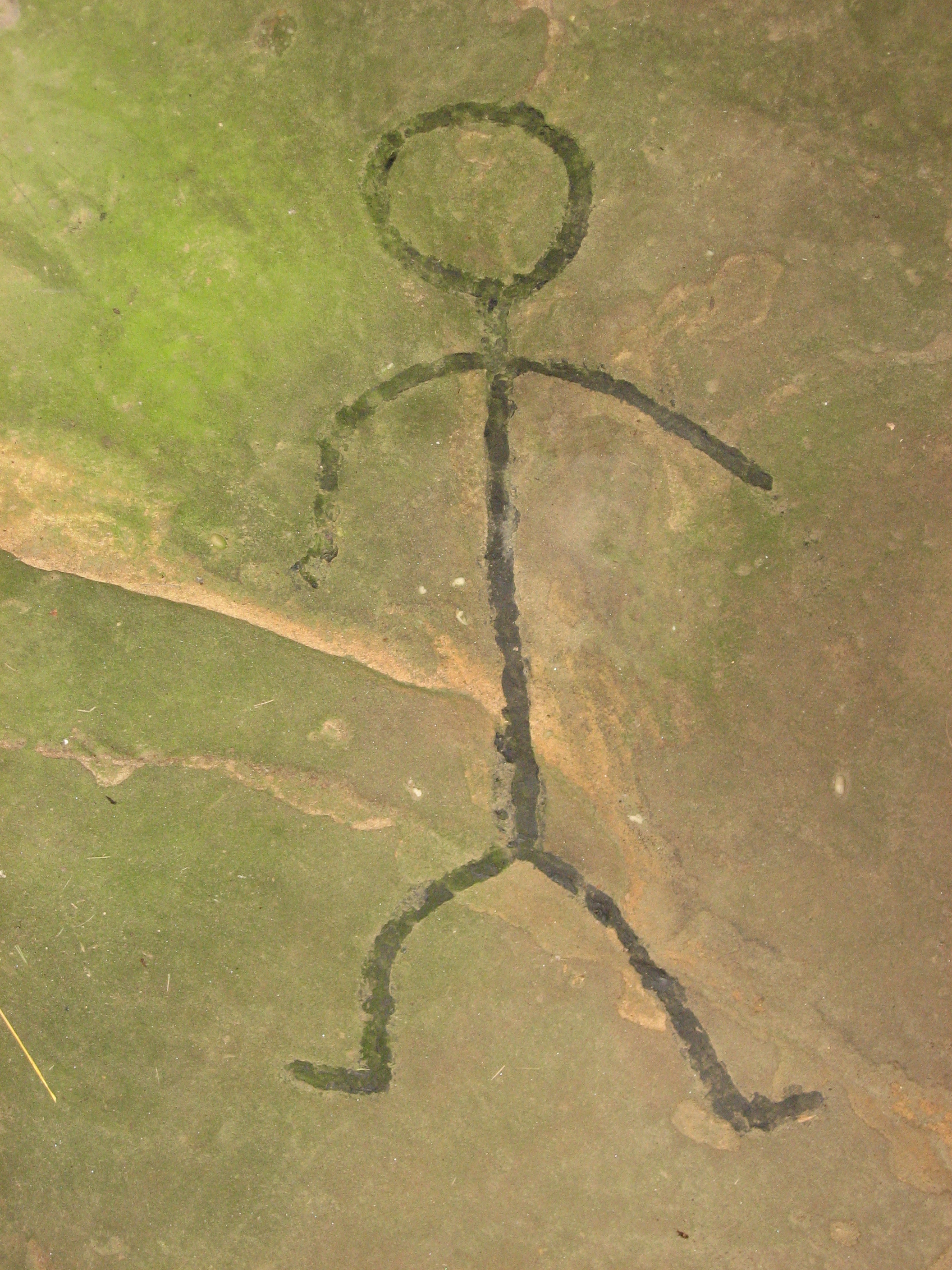
레오 암각화에 포함된 막대인간. (11세기~17세기로 추정)
프랑스령 수단(현재의 말리 공화국)의 기. 국기에 막대인간이 사용되었다.
비상구 표지. 문 밖으로 빠져나가는 사람의 모습을 막대인간 형태로 표현하였다.

## 같이 보기
- 이모티콘
- 졸라맨